# محمد حسینی (بازیکن فوتبال، زاده ۱۳۷۸)
محمد حسینی (زادهٔ ۱۳ اسفند ۱۳۷۸ در قم) بازیکن فوتبال ایرانی است که در پست هافبک میانی برای باشگاه فوتبال شهرداری نوشهر در لیگ آزادگان بازی می‌کند.

## باشگاهی

### لیگ برتر
محمد حسینی سابقه حضور در لیگ برتر خلیج فارس و یک جام قهرمانی لیگ برتر همراه با باشگاه پرسپولیس را نیز در کارنامه خود دارد.

#### پرسپولیس
حسینی در نوزدهمین دوره جام خلیج فارس و سی و هشتمین دوره لیگ فوتبال ایران در باشگاه پرسپولیس حضور داشته است که باشگاه پرسپولیس برای سیزدهمین بار قهرمان لیگ برتر ایران شد.

#### هوادار
حسینی در بیست و دومین دوره جام خلیج فارس و چهل و یکمین دوره لیگ فوتبال ایران برای باشگاه فوتبال هوادار به میدان می‌رفت.